# Malang
Malang es una ciudad de Indonesia, en la isla de Java.

## Geografía
Malang es la segunda ciudad de la provincia indonesia de Java Oriental. Ciudad agradable, Malang era el lugar de descanso preferido de los plantadores europeos en la época colonial. Los habitantes de Java Oriental la apodan "el París de Java Oriental".
Malang tiene una superficie de 110,06 km² y una población de 790.356 habitantes (2005).
La ciudad hace frontera con Pasuruan (Norte), Lumajang (Este), y Batu (Oeste).El  Monte Bromo, uno de los más grande volcanes de Java y una importante atracción turística, está situado justo al este de la ciudad.
Esta ciudad cuenta con un centro comercial muy importante con varios shoppings, comercios y mucho más.

## Historia
Cientos, incluso miles de años antes Malang se convirtió en la segunda ciudad más grande en el este de Java, Malang solía ser el centro de gobierno de Kanjuruhan y del reino Singosari. En la siguiente etapa, la regencia de Malang se convirtió en un importante lugar cuando el gobierno del Reino de Mataram se apoderó de la zona, y se convirtió en la mayor regencia en Java Oriental, y desde entonces el desarrollo de la regencia de Malang se ha incrementado también.
La historia de Malang es revelada a través de la inscripción Dinoyo en el 760 d. C. que es el principal documento oficial para apoyar el nacimiento de Malang, aunque una nueva inscripción fue descubierta en 1986, que a día de hoy aún no ha sido revelada. De acuerdo a la inscripción, se llegó a la conclusión de que el siglo VIII fue el comienzo de la existencia de la regencia de Malang debido al nacimiento del rey Gajayana que llevó el gobierno de su reino a Malang. Desde las inscripciones de Dinoyo , se observa que la inscripción utilizó el  "Candra Sengkala" o calendario "Cronogram", y declaró que la fecha de fundación de la regencia de Malang fue el Jum'at Legi (dulce viernes) 28 de noviembre de 760 d, C.

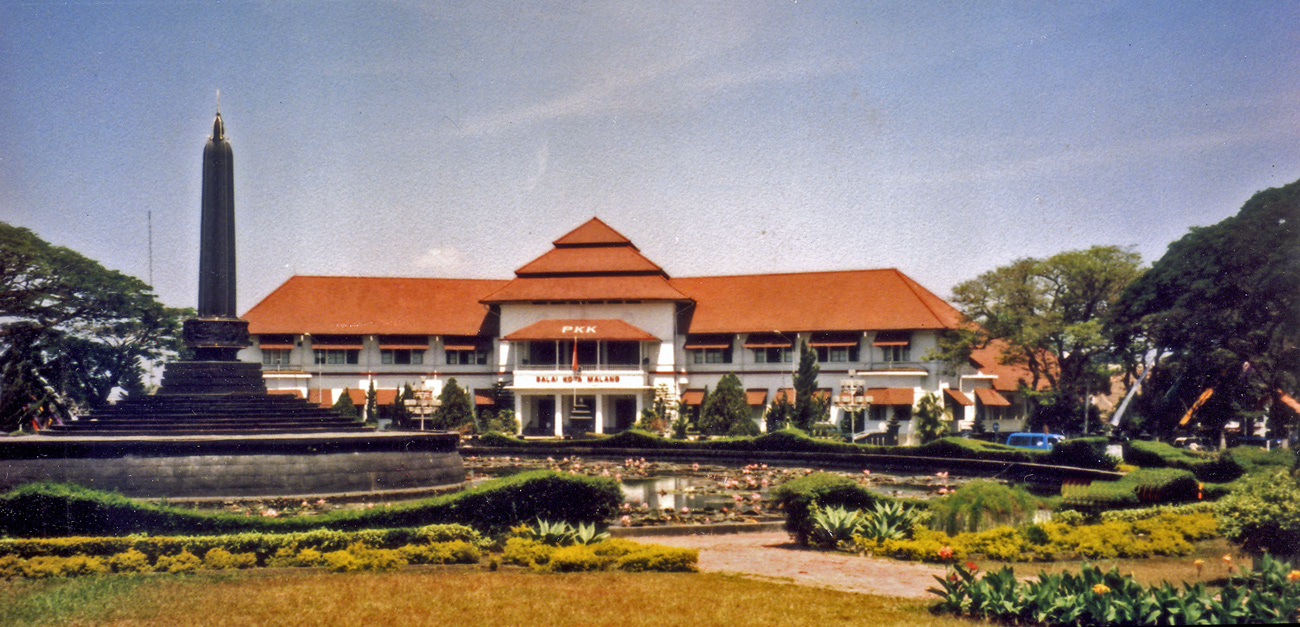
Vista del ayuntamiento de Malang.

La ciudad se incorporó al reino de Mataram en 1614, y luego fue transferida a los holandeses. Malang se transformó como colonia holandesa; su clima fresco que es el resultado de su elevación, junto con su proximidad al puerto de Surabaya, la convirtió en un destino popular para los holandeses y otros europeos. En 1879, Malang se conectó a la red ferroviaria de Java, aumentando aún más el desarrollo y conduciendo a un aumento de la industrialización.
Con el crecimiento vino la urbanización. El gobierno no podía satisfacer las necesidades de la población de la vivienda a precios asequibles, que condujo a la edificación de barrios de chabolas a lo largo de los ríos y vías ferroviarias. Aun hoy, los barrios de chabolas todavía existen; aunque algunos han sido transformados.

## Demografía
La población de la ciudad es de 790.356 habitantes, con una densidad de 7.181,1 hab/km².

### Origen étnico
Los principales grupos étnicos de la ciudad son los javaneses y los provenientes de la isla de Madura, con un pequeño porcentaje de árabes y chinos. Los habitantes de Malang son conocidos por su espiritualidad, dinamismo, buenos trabajadores y, especialmente, el orgullo de ser Arek Malang 
(AREMA).

### Religión
Al igual que la mayoría de Java, una gran mayoría de los habitantes de Malang son musulmanes , hay pequeñas minorías de católicos, hindúes y budistas. Muchos de los edificios de culto fueron construidos durante la época colonial.Por ejemplo, la Mezquita Jami (o Agung Mezquita), la Iglesia del Sagrado Corazón (Gereja Hati Kudus Yesus) en Kayutangan, la Catedral de Santa Teresa (Gereja Ijen o Katedral Santa Theresia) en la calle Ijen, Eng Kiong un templo budista en Laksamana Martadinata Street. Malang es también famosa por ser un centro importante de educación religiosa, esto es evidente debido a la existencia de muchas escuelas islámicas, y seminarios católicos.

### Idioma
El javanés e idioma de Madura son las lenguas más utilizadas por los habitantes de Malang. Muchos de los jóvenes de Malang usan un dialecto que se llama 'boso walikan', que es simplemente revertir la pronunciación de las palabras, un ejemplo de esto es mediante la pronunciación de "Malang" como "Ngalam".

## Educación
Malang es conocida como "la Ciudad de la Educación", debido al gran número de escuelas que hay en la ciudad, como por ejemplo SMUK Kolese Santo Yusup, SMAK St Albertus, SMAN 1, y SMAN 3. Actualmente hay centenares de estudiantes procedentes de otras partes de Indonesia. También se encuentra en la ciudad la Universidad de Brawijaya, fundada en 1963 .

## Lugares de interés
Malang posee una tradición de baile propia y los más conocidos son el Tari Topeng (baile de máscaras), el Jaran Pegon y el Tari Beskalan.
De la época colonial, Malang conserva numerosos edificios religiosos:
- Mezquita Jami
- Iglesia del Corazón Sagrado (Gereja Hati Kudus Yesus)
- Catedral Santa Teresa (Gereja Ijen o Katedral Santa Theresia)
- Templo chino Eng An Kiong
- Templo de Singosari: este monumento fue erigido en 1300 en honor de Kertanegara, último rey de Singasari, muerto en 1292 durante una rebelión. El templo está situado a 9 km al norte de Malang, en la ciudad de Singosari.
- Templo de Jago: construido entre  1275 - 1300, se cree que acoge las cenizas de rey Wisnuwardhana, 4º soberano de Singasari. Se encuentra en el pueblo de Jago, a 22 km al este de Malang.
- Las plantaciones de té de Wonosari se encuentran a 30 km al norte de Malang.
- El volcán Bromo está situado en el macizo de Tengger. Los habitantes de esta región son hinduistas.

- Playa de Sendangbiru: está situada a 70 km al sur de Malang, en la costa meridional, en el pueblo de Tambakrejo. A 300 metros de la costa se encuentra la isla de Sempu, que contiene una reserva natural.

### El templo hinduista de Balekambang
La Playa de Balekambang está situada a 60 kilómetros al sur de Malang, en el océano Índico. En Ismoyo, uno de tres islotes que bordean la playa y deben sus nombres a personajes de la epopeya india de Ramayana, se encuentra el pura (templo hinduista) Sad Kahyangan, unido a tierra firme por un puente. Sad Kahyangan se inauguró en 1985. Se inspira en el templo de Tanah Lot en Bali.
En noviembre, los hinduistas vienen aquí para participar en la ceremonia de purificación de Purnamaning Kalima. La otra gran ceremonia del templo es Nyepi, que celebra en marzo.

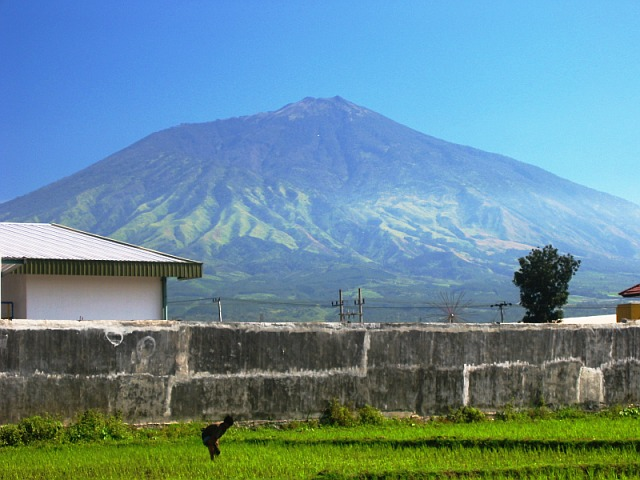
El monte Arjuna visto desde Singosari, Malang.